# Ruth Westheimer
Pour les articles homonymes, voir Westheimer et Siegel.
Ruth Westheimer, née Karola Ruth Siegel le 4 juin 1928 à Wiesenfeld (Allemagne) et morte 12 juillet 2024 à New York (État de New York), est une sexologue, auteure et productrice de télévision germano-américaine rescapée de la Shoah. Elle est également connue sous le nom de Dr Ruth.

## Biographie
Ruth Westheimer est née Karola Ruth Siegel le 4 juin 1928 à Wiesenfeld (aujourd'hui intégrée à Karlstadt-sur-le-Main), en Allemagne, fille unique de juifs orthodoxes, Irma (née Hanauer), femme de ménage, et Julius Siegel, grossiste. En janvier 1939, elle est envoyée dans un orphelinat d'une organisation caritative juive par intermédiaire de l'activiste Leonore Goldschmidt (en), après que son père a été arrêté par la Gestapo en novembre 1938. Elle cesse de recevoir les lettres de ses parents en septembre 1941. Ne pouvant aller au lycée, réservé alors aux garçons, elle suit des cours dans une école ménagère à Herisau. En 1945, elle apprend que ses parents ont été tués pendant l'Holocauste, peut-être au camp de concentration d'Auschwitz.
Elle décide d'émigrer vers la Palestine sous contrôle britannique et elle rejoint la principale armée secrète du futur État d’Israël, la Haganah, à Jérusalem. Elle y reçoit une formation d'éclaireuse et de tireuse d'élite. En 1948, elle est blessée par un tir de mortier jordanien.
En 1950, elle s'installe en France, où elle étudie et enseigne la psychologie à l'Université de Paris. En 1956, elle émigre aux États-Unis. Elle obtient une maîtrise en sociologie de la New School en 1959, avec un mémoire sur les enfants de Heiden et un doctorat en éducation du Teachers College de l'université Columbia, en 1970. C'est par une mission que lui propose le Planning familial de Harlem pendant son doctorat qu'elle s'intéresse à la sexologie.
Elle épouse Manfred Westheimer (1927-1997) en 1957. Après avoir obtenu son diplôme, elle travaille au New York Hospital - Cornell University Medical Center, à New York.
La carrière médiatique du docteur Ruth Westheimer commence en 1980 dans l'émission de radio Sexually Speaking, d'une durée de 15 minutes, où elle donne des conseils sur la sexualité. Puis elle est invitée à participer à des talk-shows en Europe et dans d'autres parties du monde. Elle conçoit plus de 450 émissions de télévision.
Un documentaire sur sa vie, Ask Dr Ruth, sort en 2019. Elle y déclare que le fait de voir des enfants réfugiés séparés de leurs parents la bouleverse, parce que sa propre histoire se reflète dans ce qu'ils vivent.
Elle devient citoyenne américaine en 1965. Puis elle redevient citoyenne allemande en 2007 grâce au Projet de citoyenneté allemande (en) permettant aux personnes privées de leur citoyenneté pendant la Seconde Guerre mondiale de la retrouver.
Karola Ruth Siegel-Westheimer meurt le 12 juillet 2024 à New York, âgée de 96 ans.

## Publications
- (en) Sex for dummies, 1re édition, 1995
- Avec le Dr Paule Timi, Le Sexe pour les nuls, First, 3e édition, 2012